# Gobius fallax
Il ghiozzo fallace (Gobius fallax) è un pesce di mare appartenente alla famiglia Gobiidae.

## Distribuzione e habitat
Endemico del mar Mediterraneo.

Vive in ambienti simili a quelli abitati dal ghiozzo rasposo ma non sembra in alcun modo legato agli anemoni.

## Descrizione
I principali caratteri distintivi sono:
- tutto il corpo è percorso da linee longitudinali composte da punti e lineette brunastri senza fila centrale di macchie più grosse (differenza da G. bucchichi)
- 42-46 squame lungo la linea laterale (contro le 55-60 di G. bucchichi).
- muso e testa sono grigio-bruno (differenza da G. xanthocephalus)

## Alimentazione

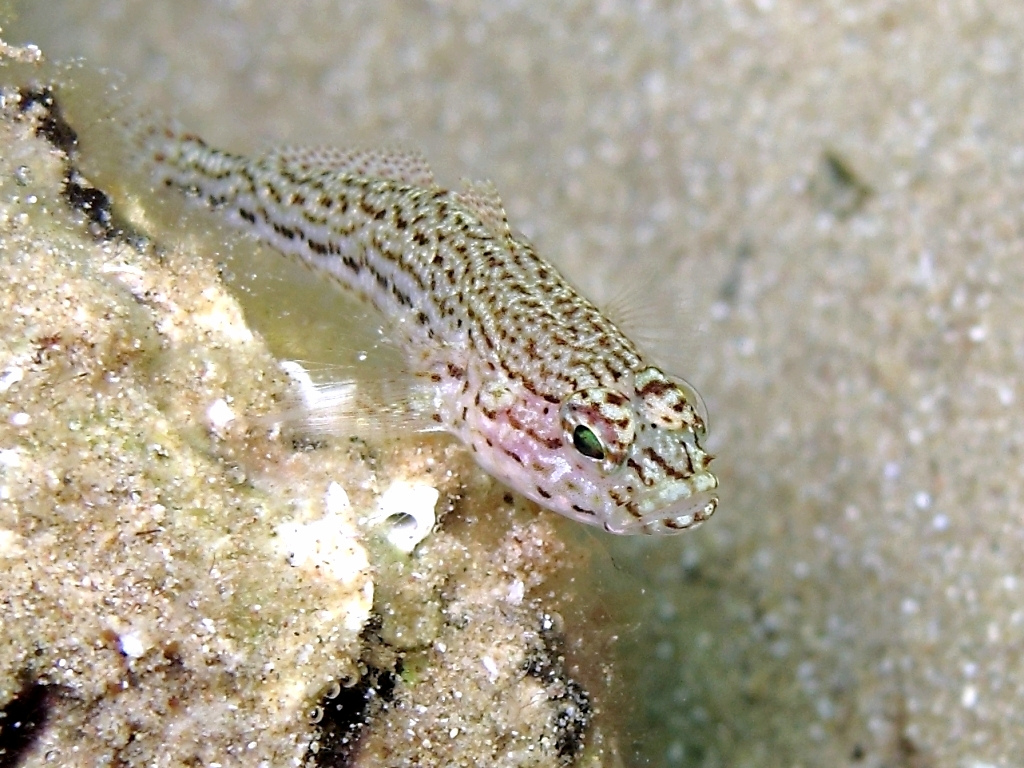
Gobius fallax

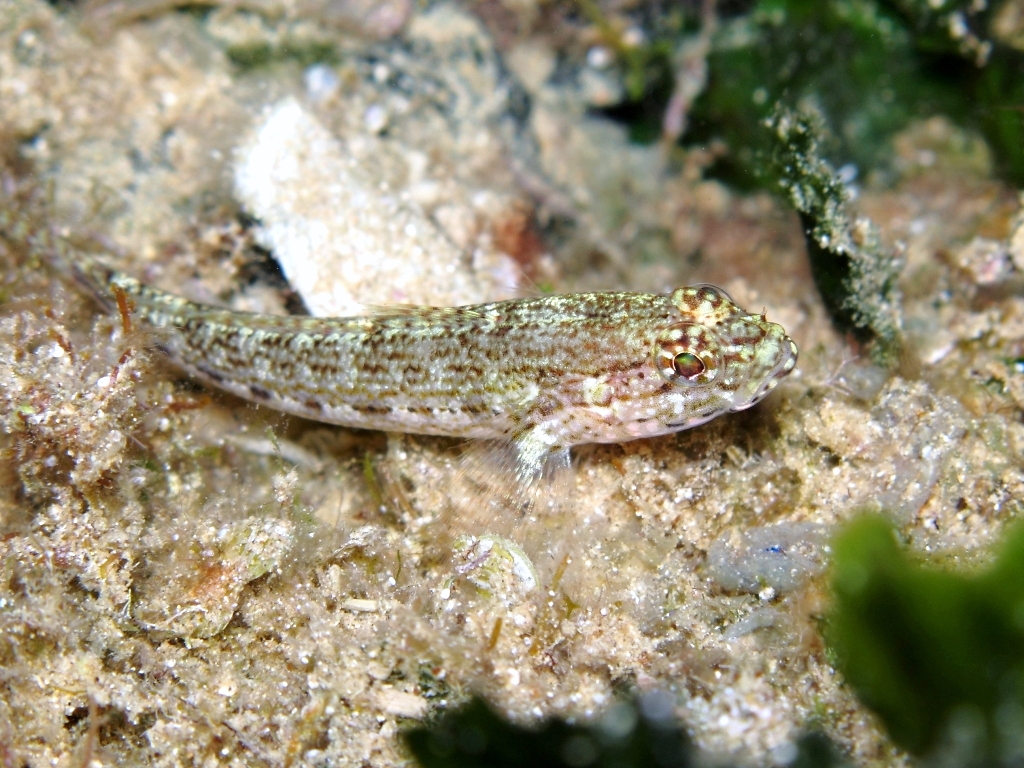
Gobius fallax

Invertebrati bentonici.